# Paiwan

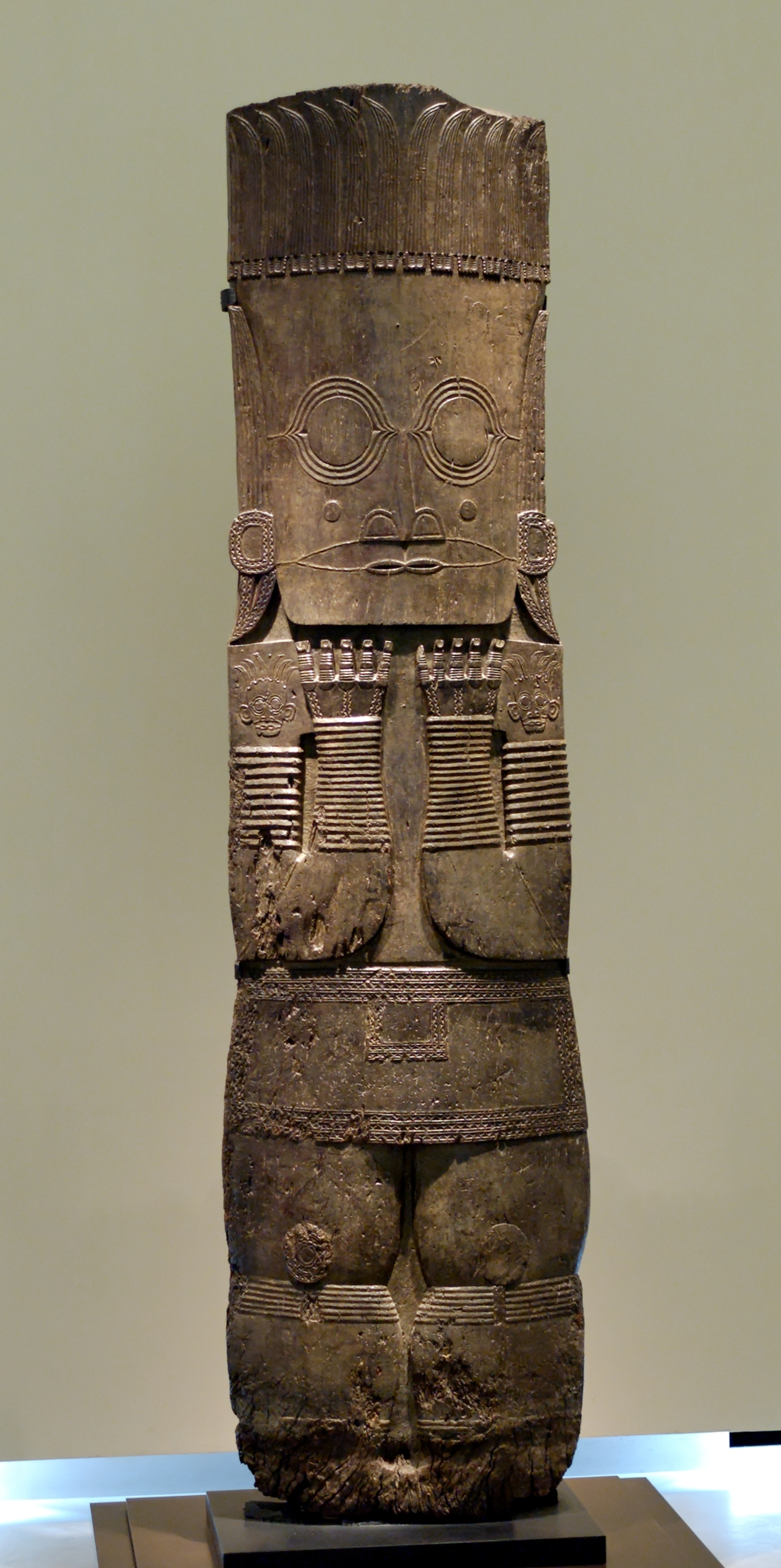
Tradycyjna rzeźba kultowa Paiwanów

Paiwan (chiń. 排灣; pinyin Páiwān) – rdzenna grupa etniczna zamieszkująca Tajwan, zaliczana do Aborygenów tajwańskich. Ich ojczyzną są południowo-wschodnie regiony wyspy. W 2003 roku ich liczebność szacowano na prawie 70 tysięcy, co czyni ich trzecią co do wielkości grupą aborygeńską po Ami i Atayal. Posługują się własnym językiem paiwan, należącym do grupy tajwańskiej języków austronezyjskich.
Paiwanowie dzielą się na dwie różniące się dialektami grupy: Raval i Butaul. Ci drudzy dzielą się z kolei na grupy Paumaumaq, Chaoboobol, Parilarilao i Pagarogao. Paiwanowie są blisko spokrewnieni z mieszkającymi na północ od nich Rukai. Tradycyjnie zamieszkiwali wsie liczące od 100 do 1000 osób, ogrodzone murem budowanym z kamieni i bambusa. Do tradycyjnych zajęć należały myślistwo i uprawa ziemi oparta na gospodarce wypaleniskowej.
Zwierzęciem totemicznym Paiwanów był wąż, którego przedstawienie wyszywano na ubraniach, zaś jedzenie jego mięsa było objęte tabu. Dużą rolę odgrywał ponadto kult przodków, których wizerunki umieszczano na ścianach, filarach i dachach domostw. Społeczeństwo miało charakter matrylinearny. Jego wewnętrzna struktura była ściśle hierarchiczna, członkowie klas wyższych mieli prawo do posiadania ziemi, używania ozdób i tatuowania się. Władza należała do wodza, dziedziczącego ją na zasadzie primogenitury.